# کاروماما مریت‌موت
کاروماما مریت‌موت (انگلیسی: Karomama Meritmut) کاهنه و همسر خدای آمون در دودمان بیست و دوم مصر باستان بود.
او احتمالاً مشابه کاروماما، دختر فرعون اوسورکون دوم است که در جشن سد فرعون به تصویر کشیده شده است. او جانشین حنوت‌تاوی به عنوان کاهنه اعظم دربار بود. او در کلیسای کوچک کرنک ازیریس-نب‌عنخ («اوزیریس، ارباب زندگی») به تصویر کشیده شده است. مجسمه برنزی او، «تندیس کاروماما، پرستشگر مقدس آمون» (N 500)، که از ناظر خزانه‌داری آهنتف‌نخت دریافت کرده بود، اکنون در موزه لوور به نمایش گذاشته شده است. مجسمه نذری ماعت که آن را نیز از آهنتف‌نخت دریافت کرد، در کارناک یافت شد، سنگ یادبود او، کوزه‌های کانوپی و اوشابتی‌های او امروزه در برلین هستند. شپنوپت یکم جانشین او به عنوان همسر خدا شد. آرامگاه او در دسامبر ۲۰۱۴ در منطقه معبد رامسیوم در تِبِس پیدا شد.